# Tillobroma davidsoni
Tillobroma davidsoni là một loài ruồi trong họ Asilidae. Tillobroma davidsoni được Artigas miêu tả năm 1970. Loài này phân bố ở vùng Tân nhiệt đới.